# Assassinats de scientifiques nucléaires iraniens
Plusieurs assassinats de scientifiques nucléaires iraniens ont eu lieu depuis 2010. Les victimes sont Massoud Ali Mohammadi et Majid Shahriari en 2010, Darioush Rezaeinejad en 2011, Mostafa Ahmadi Roshan en 2012, Mohsen Fakhrizadeh en 2020, et au moins douze autres scientifiques dont Fereydoun Abbassi Davani lors des bombardements israéliens sur l'Iran en juin 2025,,.

## Liste des principales personnalités scientifiques assassinées
| Date             | Cible                    | Lieu     |
| ---------------- | ------------------------ | -------- |
| 12 janvier 2010  | Massoud Ali Mohammadi    | Téhéran  |
| 29 novembre 2010 | Majid Shahriari          | Téhéran  |
| 23 juillet 2011  | Darioush Rezaeinejad     | Téhéran  |
| 11 janvier 2012  | Mostafa Ahmadi Roshan    | Téhéran  |
| 27 novembre 2020 | Mohsen Fakhrizadeh       | Damavand |
| 13 juin 2025     | Fereydoun Abbassi Davani | Téhéran  |

### Massoud Ali Mohammadi
Massoud Ali Mohammadi, un professeur d’université en physique des particules, a été assassiné en 2010 par une moto piégée qui a explosé devant sa maison alors qu’il partait à son travail.
Les autorités iraniennes ont arrêté un homme nommé Majid Jamali Fashi (en) , dont les aveux enregistrés ont été diffusés à la télévision iranienne après son exécution, selon Human Rights Watch. Jamali a déclaré dans sa confession qu’il avait été embauché par le Mossad pour mener à bien l’attaque. Bien que Human Rights Watch n’ait trouvé aucune preuve suggérant que Jamali ait été torturé alors qu’il était détenu en garde à vue, l’organisation a cependant estimé qu’il avait été privé d’un procès équitable et que sa confession télévisée était en soi dégradante. Les noms de ces quatre scientifiques apparaissent sur un hologramme du musée intitulé « Les victimes de la terreur », et qui recense les noms de tous ceux qui ont été ciblés par des éliminations avant et après la révolution de 1979.

### Majid Shahriari
Majid Shahriari, un ingénieur nucléaire et gestionnaire du programme nucléaire de l’Iran a été assassiné dans un attentat à la bombe en novembre 2010. Le président d’alors, Mahmoud Ahmadinejad, avait accusé l’Occident et Israël d’être responsables de sa mort.
Fereydoun Abbassi Davani, ancien responsable du secteur de l’Organisation iranienne pour l’énergie atomique, a été visé par une bombe en même temps que Shahriari mais Fereydoun Abbasi, réchappe de justesse à un attentat similaire, alors qu’il se garait devant l’université Shahid Beheshti à Téhéran, où les deux hommes enseignaient. Il a eu le réflexe de sortir de sa voiture après qu’un homme en moto y a collé une bombe. Il est tué 14 ans plus tard le 13 juin 2025 lors d'une frappe aérienne israélienne à Téhéran dans le cadre de l'opération Rising Lion.

### Darioush Rezaeinejad
Le 23 juillet 2011, le scientifique Darioush Rezaeinejad, travaillant sur des projets du ministère de la Défense, est tué par balles par des inconnus à moto à Téhéran.

### Mostafa Ahmadi Roshan
Le 11 janvier 2012, l'ingénieur en chimie Mostafa Ahmadi Roshan, directeur adjoint pour les affaires commerciales de la centrale nucléaire de Natanz (centre), principal site d'enrichissement d'uranium du pays, a péri dans l'explosion d'une bombe magnétique placée par un motard sur sa voiture, alors qu'il circulait dans l'est de Téhéran. Moins de deux heures après l'annonce de l'attentat, le vice-président iranien Mohammad Reza Rahimi a accusé Israël et les États-Unis.

### Mohsen Fakhrizadeh Mahabadi
Le 27 novembre 2020, le scientifique et chef du département recherche et innovation au Ministère de la Défense et de la Logistique des forces armées Mohsen Fakhrizadeh Mahabadi décède à l'hôpital après avoir été blessé lors une attaque terroriste. Dans une opération terroriste le véhicule de Mohsen Fakhrizadeh a été pris pour cible par un véhicule piégé, qui a causé une énorme explosion, conjointement à plusieurs assaillants,,.

### Assassinats multiples par des frappes aériennes en 2025
Au moins douze scientifiques nucléaires iraniens sont tués le 13 juin 2025 dans des frappes aériennes israéliennes à Téhéran,. Il s'agit de : 
- Fereydoun Abbassi Davani, physicien et ancien chef de l'Organisation de l'énergie atomique d'Iran ;
- Seyyed Amir Hossein Feghhi, professeur titulaire à l'université Shahid-Beheshti, adjoint de l'Organisation iranienne de l'énergie atomique ;
- Akbar Motabizadeh, ingénieur nucléaire ;
- Mohammad Mehdi Téhéran, président de l'université islamique Azad, physicien ;
- Akbar Motalebi Zadeh, expert en génie chimique ;
- Saeed Barji, expert en ingénierie des matériaux ;
- Amir Hassan Fakhahi, physicien ;
- Mansour Asgari, physicien ;
- Ahmadreza Zolfaghari Daryani, professeur de génie nucléaire à l'université Shahid-Beheshti, expert en génie nucléaire ;
- Ali Bakhouei Katirimi, expert en mécanique ;
- Abdolhamid Minouchehr, physicien nucléaire et ingénieur nucléaire, directeur du génie nucléaire à l'université Shahid-Beheshti.

## Musée
Le musée national de la Révolution islamique et de la Défense sacrée à Téhéran abrite un mémorial dédié à ces scientifiques et, selon le journal britannique The Guardian, des voitures endommagées par des bombes ou criblées de balles sont exposées dans des linceuls ensanglantés.

## Accusation contre Israël
L'Iran accuse Israël d’avoir assassiné cinq de ses scientifiques nucléaires au cours des dernières années ,. Israël, suspect principal, n'a jamais ni assumé ni nié être derrière ces opérations.

## Documentaire
La télévision iranienne a diffusé un documentaire sur les dangers encourus par ses scientifiques nucléaires et qui impliquait un agent présumé de la CIA, Matti Waluk, qui a reconnu avoir recueilli des informations sur les scientifiques iraniens pour le compte de la CIA.
La télévision iranienne a diffusé, dimanche 5 août 2012, les « aveux » d’Iraniens qui affirment avoir assassiné cinq scientifiques liés aux recherches nucléaires du pays, depuis 2010. Ce documentaire, intitulé Le club des assassins, semble être une réponse à l’ouvrage de deux journalistes israélien et américain, Spies Against Armageddon: Inside Israel’s Secret Wars (« Des espions face à l’Armageddon : plongée dans les guerres secrètes d’Israël »), paru en juillet aux États-Unis. Ces auteurs affirment qu’Israël a mené seul ces assassinats, sans l’aide d’agents iraniens dans le pays ; une humiliation pour les services de sécurité iraniens.

## Réactions
- Dans une note écrite reprise par le website d’information « iricenter », Phil Giraldi a révélé que le Mossad israélien et la CIA américaine ont assassiné, en collaboration avec l’Organisation des moudjahiddines du peuple iranien, le savant atomiste iranien, Majid Shahriari, le 28 novembre 2010, à Téhéran[13].
- Une section du musée national de la Révolution islamique et de la Défense sacrée, inauguré en 2012 à Téhéran, leur est consacrée.